# Коломийцево (Криворожский район)
Коломийцево (укр. Коломійцеве) — село, Новопольский сельский совет, Криворожский район, Днепропетровская область, Украина.
Код КОАТУУ — 1221884709. Население по переписи 2001 года составляло 214 человек.

## Географическое положение
Село Коломийцево примыкает к сёлам Новомайское, Златополь и Новополье. Рядом проходят автомобильная дорога Т-0434 и железная дорога, станция Кривой Рог-Сортировочный.